# Pierre Justes

a Compétitions nationales et continentales officielles uniquement.

b Matchs officiels uniquement.
Pierre Justes, né le 28 avril 1994 à Dax, est un joueur français de rugby à XV qui évolue au poste d'arrière.

## Biographie
Pierre Justes commence le rugby à quatre ans et demi en catégorie mini-poussins au sein de l'US Orthez, club présidé par son oncle et dans lequel évolue déjà son père. Il joue également dans les rangs des équipes junior du Saint-Paul Sports jusqu'en 2005, puis du Biarritz olympique jusqu'en 2011, date à laquelle il intègre le club de sa ville native, l'US Dax, au niveau Crabos. Il intègre plus tard le pôle espoirs de Bayonne, avant de rallier le centre de formation de Dax à partir de la saison 2012-2013.
Justes prend part à son premier match professionnel lors de la saison 2013-2014. Cette même année, il est appelé dans le groupe de l'équipe de France des moins de 20 ans. Dans un premier temps sélectionné pour un stage de préparation, il fait partie du groupe final pour participer au Tournoi des Six Nations des moins de 20 ans. Sur les bancs des remplaçants pour la première rencontre, il dispute l'intégralité des quatre autres matchs au poste d'arrière. Avec cinq victoires, il remporte avec ses équipiers le titre et le Grand Chelem. Cet ajout à son palmarès est rapidement suivi par la signature d'un contrat de deux ans avec son club formateur de l'USD, avec un statut d'espoir pour la saison à venir, puis promis à un contrat professionnel pour l'exercice 2015-2016.
Son contrat est prolongé à plusieurs reprises, pour une saison lors des intersaisons 2016 et 2017. En février 2018, il prolonge à nouveau son contrat pour une année plus une optionnelle,.
Néanmoins, il fait valoir sa clause libératoire après la relégation du club dacquois en Fédérale 1 au terme de la saison 2017-2018. Il s'engage ainsi avec Provence Rugby pour deux années. Néanmoins, il est très peu utilisé lors de sa deuxième saison à Aix-en-Provence,.
Alors que son contrat arrive à son terme, il signe deux saisons avec le RC Narbonne,, disputant ainsi la saison suivante l'édition inaugurale du championnat de Nationale.
Son contrat n'étant pas reconduit à son terme, Justes fait son retour dans les Landes en 2022, s'engageant avec l'AS Soustons évoluant alors en Fédérale 2. Il quitte le club en 2025.

## Palmarès
- Tournoi des Six Nations des moins de 20 ans :
  - Vainqueur avec le Grand Chelem : 2014.